# Thièvres (Pas-de-Calais)
Thièvres je francouzská obec v departementu Pas-de-Calais v regionu Hauts-de-France. V roce 2014 zde žilo 132 obyvatel.

## Poloha obce
Obec leží u hranic departementu Pas-de-Calais s departementem Somme.
Sousední obce jsou: Famechon, Orville, Sarton a Thièvres (Somme).

## Vývoj počtu obyvatel
Počet obyvatel